# Fendi
Fendi — итальянский дом моды, специализирующийся на выпуске одежды, изделий из кожи и меха, аксессуаров и парфюмерии. Компания входит в состав холдинга LVMH.

## История бренда
Компания была основана в 1918 году Аделью Касагранде как магазин кожи и меха в Риме на Виа дель Плебицио. В 1925 году Адель вышла замуж за Эдуардо Фенди, и они приняли решение сменить название на Fendi. Следующий магазин они открыли в 1932 году на Виа Пьяве.
После окончания войны к активному возрождению деятельности компании присоединяются все пять дочерей четы Фенди: Паола стала экспертом по выделке меха, Анна — дизайнером, Франка — специалистом по связям с общественностью, Карла занималась всеми текущими делами компании, а Альда стала коммерческим директором бренда. Самым важным бизнес-решением сестер стало приглашение молодого немецкого дизайнера Карла Лагерфельда, которому суждено было превратить принадлежащий сегодня концерну LVMH Дом Fendi в передового производителя самых легких и изысканных мехов на рынке. И именно Карл придумает для Дома знаменитый логотип Fendi.
Первая же коллекция шуб Fendi, которую Карл представил в 1966 году, имела оглушительный успех. С тех пор шубы Fendi превратились в символ роскоши и красивой жизни и получили пропуск не только на знатные приемы, но и на лучшие съемочные площадки страны: Fendi создавали шубы для Сильваны Мангано в картине «Семейный портрет в интерьере» Лукино Висконти и наряды Изабель Юппер в «Подлинной истории дамы с камелиями».
В 1962 году Карл Лагерфельд становится креативным дизайнером дома и создает знаменитый логотип — две F, одна из которых перевёрнута. Благодаря Лагерфельду все вещи «Фенди» приняли новый, революционный оттенок. Некогда тяжелая и грубая одежда из кожи и меха под руководством Лагерфельда приняла лёгкие, летящие образы. В 1966 году сёстры Фенди представили свою первую коллекцию меховой одежды, созданную под руководством Лагерфельда.
В 1977 году Дом Fendi представил первую коллекцию pret-a-porter, в 1984 году коллекции Fendi пополнились галстуками, перчатками, джинсами, очками, ручками и зажигалками. В 1988 году появился первый женский парфюм Fendi, в 1989 — мужской Fendi Uomo, в 1990 году Fendi выпустил первую коллекцию одежды для мужчин, а в 1997 году внучка основателей марки Сильвия Вентурини Фенди создала еще один культовый продукт под логотипом Fendi — сумочку Baguette, которую рекомендовалось носить как французский багет. Позже появятся и ироничные мини-версии багета — миниатюрные «круассаны».

## Fendi сегодня
Контрольный пакет компании Fendi принадлежит альянсу LVMH (Louis Vuitton Moët Hennessy S.A). Решение о продаже компании было принято в 1999 году. В результате коллаборации открылись флагманские магазины Fendi в Париже и Лондоне. В 2001 LVMH Group выкупила акции Prada, в следующем году приобрела акции Fendi, а в 2004 году стала единственным держателем контрольного пакета акций.
В 2005 году Модный дом Fendi отметил свое восьмидесятилетие. В связи с событием был открыт Palazzo Fendi (Дворец Фенди) в Риме. Новое здание объединило в себе студии, ателье по изготовлению мехов и крупнейший в мире магазин Fendi.
19 октября 2007 года мир увидел грандиозное шоу от Fendi — первый показ мод на Великой Китайской стене. В показе участвовали 88 моделей. Подиум был одним из самых длинных за всю историю модных дефиле — 88 метров (8 считается в Китае счастливым числом).
29 февраля 2008 года в Париже, по случаю открытия 22 магазина Fendi на 22 Avenue Montaigne, для аудитории из 400 гостей состоялся частный концерт пятикратного лауреата премии «Грэмми» Эми Уайнхаус.
В настоящее время у Fendi открыто более 160 магазинов в 25 странах.
В России модный дом Fendi закрыл в 2024 году все свои магазины. На начало 2023 года у ООО «Фенди Ру» в аренде были точки в трех локациях в Москве и в одной в Петербурге. С 1 сентября 2023 года Fendi досрочно расторг договор аренды с ООО «Невский», владеющей зданием на Невском проспекте, 152. С 16 сентября 2023 года ООО «Фенди Ру» досрочно расторгло контракт на аренду помещения в Столешниковом переулке, 11. Вместо Fendi в этом помещении открылся магазин бытовой техники Bork. В ГУМе, на площадях ранее занимаемых Fendi, открылся магазин итальянского модного дома Pinko. С 1 августа 2024 года ООО «Фенди Ру» также досрочно расторгло договор аренды в ЦУМе.
В мае 2024 года CEO Fendi стал Пьер-Эммануэль Энжелоглу. Ранее он занимал позицию управляющего директора холдинга LVMH.
В октябре 2024 года стало известно, что Ким Джонс покинул пост креативного директора женской линии Fendi.